# Amara maxwelli
Amara maxwelli är en skalbaggsart som beskrevs av Thomas Casey. Amara maxwelli ingår i släktet Amara och familjen jordlöpare. Inga underarter finns listade i Catalogue of Life.